# Rundfunkjahr 2021
Liste der Rundfunkjahre

◄◄ | ◄ | 2017 | 2018 | 2019 | 2020 | Rundfunkjahr 2021 | 2022 | 2023 | 2024 | 2025

Weitere Ereignisse

## Allgemein
- 01. Januar: Das Neujahrskonzert der Wiener Philharmoniker wird zum 63. Mal vom ORF übertragen. Aufgrund der COVID-19-Pandemie fand es ohne Publikum statt.[1]
- 22. Januar: Die Einweihung des Berliner Haus des Rundfunks im Jahr 1931 jährt sich zum 90. Mal.
- 09. Februar: Das Blog netzpolitik.org veröffentlicht die ihm zugespielte „Strategie ORF 2025“, in der der Österreichische Rundfunk seine Zukunftspläne beschreibt. Kernstück der weiteren Entwicklung wäre demnach die Entwicklung eines „ORF-Players“, der proprietäre Inhalte nur für Gebührenzahler des österreichischen GIS bereithält. Der Fernseh- und Hörfunksender soll zu einer Plattform weiterentwickelt werden. Das Hörfunkprogramm FM4 soll in eine „SOUND-/Podcast-Plattform“ überführt werden.[2]
- Mai: 65. Eurovision Song Contest in Rotterdam, Niederlande.
- 01. Juli: Der Bayerische Rundfunk fasst seine Nachrichten im Hörfunk, im Fernsehen und im Internet unter dem Namen BR24 zusammen und benennt sein Nachrichten-Hörfunkprogramm von b5 aktuell zu BR24 sowie die Rundschau dementsprechend zu BR24 Rundschau um.
- 23. Juli: Unter dem Motto „Wir halten zusammen!“ veranstalten alle ARD-Radioprogramme den ganzen Tag sowie alle Dritten Programme und Das Erste ab 20:15 Uhr eine Benefiz-Sendung zum Spendensammeln die den Opfern der Hochwasser in der Eifel an der Landesgrenze von Rheinland-Pfalz und Nordrhein-Westfalen.
- 05. August: Das Bundesverfassungsgericht hat die von der KEF empfohlene und von ARD, ZDF und Deutschlandradio (ARD ZDF Deutschlandradio Beitragsservice) eingeklagte Erhöhung des Rundfunkbeitrags vorläufig bewilligt.

## Hörfunk
- 01. Januar: Das legendär zu nennende französische Musikprogramm FIP feiert 2021 seinen 50. Geburtstag und wirbt dafür in der französischen Presse mit dem Slogan All you need is FIP. Ursprünglich gegründet als France Inter Paris für die Île-de-France, kann es mittlerweile per Livestream weltweit gehört werden. Neben dem Hauptprogramm gibt es acht Webchannels als Spartenkanäle für einzelne Musikrichtungen jenseits des musikalischen Mainstream.
- 01. Januar: Sendestart von dpd - Drivers Pop Delivery Radio
- 04. Januar: Sendestart von Radio Nostalgie in Deutschland
- 31. Januar: Sabine Töpperwien, Leiterin der Sportredaktion im WDR-Hörfunk geht in den Ruhestand
- 01. Februar: Sendestart von Klassik Radio Movie und Anna.FM
- 10. Februar: Die Mittelwellensendeanlage des Senders Wavre in Belgien wird abgerissen. Über diesen Standort wurde zuletzt bis zum 31. Dezember 2018 der belgische Auslandsrundfunk RTBF International auf der Mittelwellenfrequenz 621 kHz ausgestrahlt.[3]
- 15. Februar: Sendeschluss für Klubrádió, Ungarns letzter unabhängiger Radiosender muss den Sendebetrieb einstellen, da die entsprechende Sendelizenz von der zuständigen Medienbehörde nicht verlängert wurde.
- 28. März: Das Internetradio und freie Radio Radio Ginseng aus Grünheide, das ausschließlich von Ehrenamtlichen im Seniorenalter organisiert und moderiert wird, geht auf Sendung.
- 31. März: Im Zuge von Sparmaßnahmen musste sich der irische Rundfunk RTÉ entscheiden, ob man das erst 1999 gegründete Kulturprogramm RTÉ lyric fm oder die Ausstrahlungen auf DAB+ einstellen wolle. Man entschied sich schließlich dafür, das Studio des Kulturprogramms in Limerick, von dem aus RTE lyric fm ursprünglich ausschließlich gesendet wurde, zu schließen und das Programm im Übrigen beizubehalten. Auch der Langwellensender wird weiter betrieben, weil darüber viele Iren, die nach Großbritannien ausgewandert waren, die Sendungen von RTÉ hören. Dagegen endet die Ausstrahlung auf DAB+, weil sich herausgestellt hatte, dass diesen Dienst nur von sehr wenigen Hörern genutzt wurde. Nur 8 % der Hörer schalteten die digitalen Verbreitungswege ein, davon 5 % über mobile Endgeräte, 2 % über ihren PC, 1,5 % über einen Smart Speaker, 0,6 % über ein Fernsehgerät und nur 0,5 % hörten noch DAB+.[4][5]
- 06. April: Im Zuge von Sparmaßnahmen endet das Abendprogramm von Radio SRF 2 Kultur bereits um 22 Uhr. Danach wird bis 6 Uhr morgens das automatisierte Programm von Radio Swiss Classic übernommen. Die Literatur- und Religionssendungen 52 beste Bücher, Zwischenhalt und Blickpunkt Religion sowie das Programm mit Alter Musik Fiori musicali wurden ersatzlos gestrichen. Die Jazzsendungen am späten Abend wurden vor 22 Uhr vorgezogen. Konzerte mit klassischer Musik sollen zunehmend nicht mehr aus eigenen Aufzeichnungen, sondern im Austausch mit RTS und RSI sowie mit der Eurovision übernommen werden. Ziel ist es, insgesamt 52 Millionen Franken umzuschichten, damit neue Formate zur Ausspielung auf diversen digitalen Plattformen entwickelt werden können. Das ist nur möglich, wenn es gleichzeitig Einsparungen im linearen Programm gibt.[6]
- 14. Juni: Die ARD gibt offiziell bekannt, dass sie Ende 2021 die Hörfunkverbreitung via Satellit vom alten, hoch kompatiblen Codec-Standard MPEG-1 Audio Layer 2 bzw. bei Surround-Programmen von Dolby AC-3 auf den moderneren Codec-Standard LC-AAC umstellen werde.[7][8]
- 30. Juni: Die neuen, mit Ausnahme von NDR Kultur in LC-AAC codierten ARD-Hörfunkprogramme werden auf die für ARD-HDTV genutzten Transponder 39 und 61 auf Astra 19,2° Ost aufgeschaltet. In den ersten Wochen war mit vielen formal AAC-tauglichen Empfangsgeräten kein oder nur stark gestörter Empfang möglich. Nach Behebung der anfänglichen Schwierigkeiten blieben massive Einbußen hinsichtlich der Kompatibilität mit Empfangsgeräten, zu Störungen bei der Wiedergabe führende Fehler in den Datenströmen der Programme von BR, NDR und Radio Bremen sowie eine systembedingte Reduktion der Audioqualität aufgrund deutlich geringerer Bitraten verglichen zum bisherigen Standard und weitergehende, deutliche Qualitätsverschlechterung durch nicht optimal decodierende Empfangsgeräte bestehen.
- 01. August: Der seit 30. April 2013 stillgelegte Sender Wilsdruff wurde mit Sprengladungen gefällt.
- 04. Oktober: Sendebeginn von AIDAradio
- 01. November: Das seit der Umbenennung von Radio DRS zu Radio SRF im Jahr 2012 verwendete Sendungssignet der Nachrichtensendungen im Hörfunk der deutschsprachigen Schweiz wird durch einen neuen akustischen Trenner ersetzt. Die Hörfunknachrichten werden damit der Dachmarke SRF News angenähert.[9] Im französischsprachigen Landesteil entspricht dies dem Angebot RTS Info.
- 03. November: ERF Medien ändert den Namen des christlichen Popmusikprogramms ERF Pop und benennt es in ERF Jess um. Der Name fungiert auch als Dachmarke für das crossmediale Angebot des Senders.
- 14. Dezember: die ARD schaltet beginnend am Vormittag schrittweise ihre Hörfunkprogramme im alten Standard MPEG-1 Audio Layer 2 bzw. Dolby AC-3 auf Astra-Transponder 93 ab und stattdessen eine Ansageschleife auf.[10] Nur die Programme BR-Klassik (dort die Version in Dolby AC-3) und SWR 2 (dort beide Audioversionen) blieben noch über längere Zeit mit regulärem Audio aktiv. Für Besitzer nicht AAC-tauglicher Empfangsgeräte ist damit der Zugang zum ARD-Hörfunk via Satellit oder Kabelnetz nicht mehr möglich. Ausnahme sind wenige regionale Kabelnetze, die - teils nur für eine Programmauswahl - den aufwendigen Weg des Transcodings in den alten Standard beschreiten. Ebenso verstummen in vielen Kabelnetzen die noch vorhandenen Umsetzungen aus diesem Programmangebot auf UKW, da die Umsetzertechnik häufig nicht AAC-tauglich ist. Die Industrie arbeitet seit Sommer 2021 an Upgrades einzelner aktueller Empfangsgeräte und Kabelnetztechnik, um den im deutschsprachigen Raum einmaligen und kurzfristig kommunizierten Alleingang der ARD hinsichtlich Wahl des AAC-Audiocodecs für Übertragungen via Satellit abzufangen. Viele Geräte werden jedoch stumm bleiben bzw. minderwertige Audioqualität liefern.
- 30. Dezember: der Astra-Transponder 93, über den seit Spätsommer 2005 bis zum 14. Dezember 2021 der ARD-Hörfunk in hoher Qualität übertragen wurde, wird abgeschaltet.

## Fernsehen
- 01. Januar: Der feine Geist ist der letzte Tatort des Ermittlerteams Lessing und Dorn.
- 03. Januar: Die Fernsehsender der ARD (Das Erste, One sowie alle dritten Fernsehprogramme), sowie ORF 2 in Österreich und SRF 1 in der Schweiz zeigen zeitgleich das Krimidrama „Feinde“ von Ferdinand von Schirach. Entweder zuerst aus der Sicht des Kommissars oder des Verteidigers.
- 04. Januar: Constantin Schreiber spricht seine erste 20-Uhr-Tagesschau. Er ersetzt zusammen mit Julia-Niharika Sen (welche ihre erste 20-Uhr-Ausgabe am 11. Januar spricht) den in den Ruhestand verabschiedeten Jan Hofer.
- 12. Januar: Ursprünglich plante die ARD, die SD-Verbreitung der Gemeinschaftsprogramme (Das Erste, One, tagesschau24 und ARD-alpha) über Satellit abzuschalten.[11] Aufgrund der Covid-19-Pandemie ist diese Abschaltung auf unbestimmte Zeit verschoben.[12]
- 04. Februar: Die britische Medienaufsichtsbehörde Ofcom entzieht dem chinesischen Auslandsfernsehen CGTN die Lizenz, wodurch die Verbreitung in britischen Kabelnetzen eingestellt werden muss. Als Reaktion darauf entzieht China dem britischen Auslandsfernsehen BBC World News die Lizenz und lässt das Programm aus chinesischen Kabelnetzen entfernen.[13]
- 07./8. Februar: Der 55. Super Bowl LV wurde weltweit im Fernsehen übertragen.
- 07. März: 50. Geburtstag der Sendung mit der Maus.
- 026. April: Linda Zervakis spricht ihre letzte 20 Uhr-Tagesschau und wird in den Tagesthemen verabschiedet. Nach fast 15 Jahren bei ARD-Aktuell wechselt sie zu Pro7, um sich beruflich zu verändern.
- 26. Mai: Petra Gerster verabschiedet sich nach 3661 heute-Sendungen, seit 1998, in den Ruhestand.
- 30. Dezember: Claus Kleber moderiert mit seiner 2977. Sendung letztmals das heute-journal.
- 30. Dezember: Claus-Erich Boetzkes spricht seine letzte Tagesschau-Ausgabe am Nachmittag (seit 1997).

## Gestorben
- 14. Januar: Wolfgang Roth (* 1954), deutscher Hörfunkmoderator, stirbt im Alter von 66 Jahren.
- 23. Januar: Larry King (* 1933), US-amerikanischer Talkshow-Moderator von Larry King Live (CNN, RT), stirbt im Alter von 87 Jahren.
- 24. Januar: Uwe Storjohann (* 1925), deutscher Autor (Dramaturg), Hörfunkredakteur und Hörspielregisseur, stirbt im Alter von 95 Jahren.
- 12. Februar: Hannes Leopoldseder (* 1940), österreichischer Rundfunkjournalist und -intendant, stirbt im Alter von 80 Jahren.
- 18. Februar: Ilse Seemann (* 1934), deutsche Schauspielerin, Hörspielsprecherin, Rundfunkmoderatorin und Autorin stirbt im Alter von 86 Jahren.
- 25. Februar: Klaus Emmerich (* 1928), österreichischer Fernsehjournalist stirbt im Alter von 92 Jahren.
- 27. Februar: Matthias Weißert (* 1932), deutscher Schriftsteller und Hörspielautor stirbt im Alter von 88 Jahren
- 11. März: Peter Patzak (* 1945), österreichischer Film-, Theater- und Fernsehregisseur (Kottan ermittelt, 1976–1983) stirbt im Alter von 76 Jahren
- 01. April: Hugo Portisch (* 1927), österreichischer Zeitungs- und Fernsehjournalist stirbt im Alter von 94 Jahren
- 07. April: Matthias Spindler (* 1954), deutscher Journalist, Historiker und Rundfunkmoderator stirbt im Alter von 67 Jahren
- 20. April: Wolfgang Brandenstein (* 1929), deutscher Rundfunkmoderator, Fernsehunterhalter und Schlagertexter stirbt im Alter von 91 Jahren
- 24. April: Marianne Lienau (* 1935), deutsche Rundfunkredakteurin und Hörfunkmoderatorin stirbt im Alter von 85 Jahren
- 30. April: Norbert Gescher (* 1938), deutscher Schauspieler, Rezitator und Synchronsprecher stirbt im Alter von 82 Jahren
- 01. Mai: Hans Peter Gansner (* 1953), Schweizer Romanschriftsteller, Dramatiker, Hörspielautor, Dichter, Publizist, Übersetzer und Journalist stirbt im Alter von 68 Jahren
- 04. Mai: Jan Hahn (* 1973), deutscher Radio- und Fernsehmoderator sowie Schauspieler stirbt im Alter von 47 Jahren
- 13. Mai: Bernhard Kletter (* 1957), österreichischer Meteorologe und Wettermoderator stirbt im Alter von 64 Jahren
- 27. Mai: Edi Finger junior (* 1949), österreichischer Sportjournalist und Radiomoderator bei Radio Wien stirbt im Alter von 72 Jahren
- 28. Mai: Kurt Votava (* 1946), österreichischer Hörfunkmoderator (Autofahrer unterwegs) stirbt im Alter von 75 Jahren
- 29. Mai: Marion Petric (* 1966), österreichische Comedienne, Stimmenimitatorin, Sängerin, Synchronsprecherin, Moderatorin, Kabarettistin und Schauspielerin stirbt im Alter von 54 Jahren
- 11. Juni: Jürgen Liminski (* 1950), deutscher Journalist, Publizist, Hörfunkmoderator und Buchautor stirbt im Alter von 71 Jahren
- 14. Juni: Gustava Mösler (* 1920), deutsche Journalistin und die erste Hörfunkdirektorin des BR und der gesamten ARD stirbt im Alter von 100 Jahren
- 17. Juni: Teddy Parker (* 1938), deutscher Schlager- und Volksmusik-Sänger sowie Radiomoderator stirbt im Alter von 83 Jahren
- 20. Juni: Peter Elstner (* 1940), österreichischer Sportjournalist stirbt im Alter von 81 Jahren
- 01. Juli: Peter Biele (* 1931), deutscher Schauspieler und Schriftsteller sowie Hörspielautor und -sprecher stirbt im Alter von 89 Jahren
- 02. Juli: Bill Ramsey (* 1931), US-amerikanischer Jazz- und Schlagersänger, Journalist, Hörfunkmoderator und Schauspieler stirbt im Alter von 90 Jahren
- 15. Juli: Peter R. de Vries (* 1956), niederländischer investigativer Journalist stirbt im Alter von 64 Jahren an den Folgen eines Schussattentats
- 22. Juli: Peter Schell (* 1957), Schweizer Schauspieler, hauptsächlich bekannt in der Rolle des Karl Faller aus der SWR-Serie Die Fallers – Die SWR Schwarzwaldserie, stirbt im Alter von 63 Jahren
- 23. Juli: Alfred Biolek (* 1934), deutscher Jurist, Fernsehunterhaltungskünstler, Talkmaster, Fernsehproduzent und Kochbuchautor. Er wurde ab Ende der 1970er-Jahre mit Fernsehsendungen wie Bio’s Bahnhof, Boulevard Bio und alfredissimo! bekannt und wurde 87 Jahren alt.
- 26. Juli: Bernd Hagenkord (* 1968), deutscher Jesuit und kirchlicher Journalist, von 2009 bis 2019 Leiter der deutschsprachigen Redaktion von Radio Vatikan bzw. Vatican News, stirbt im Alter von 52 Jahren.
- 30. Juli: Martin Blumenau (* 1960), österreichischer Journalist und Hörfunkmoderator stirbt im Alter von 60 Jahren.
- 03. August: Wolf Harranth (* 1941), österreichischer Kinderbuchautor, Übersetzer und Medienjournalist, Moderator bei Radio Österreich International, stirbt im Alter von 79 Jahren.
- 20. August: Werner Damm (* 1951), deutscher Sportreporter sowie Radio- und Fernsehmoderator stirbt im Alter von 70 Jahren.
- 20. September: Hans-Eckart Eckhardt (* 1953), deutscher Schauspieler, Sprecher, Rundfunkmoderator, Regisseur und Synchronsprecher stirbt im Alter von 68 Jahren.
- 23. September: Volker Mauersberger (* 1939), deutscher Hörfunkjournalist und Autor stirbt im Alter von 82 Jahren.
- 25. September: Albert Scharf (* 1934), deutscher Medienmanager und von 1990 bis 2002 Intendant des Bayerischen Rundfunks stirbt im Alter von 86 Jahren.
- 21. Oktober: Hartmut Geerken (* 1939), deutscher Musiker, Komponist, Schriftsteller, Publizist, Hörspielautor und Filmemacher stirbt im Alter von 82 Jahren.
- 27. Oktober: Bettina Gaus (* 1956), deutsche Journalistin stirbt im Alter von 64 Jahren.
- 06. November: Walter Niklaus (* 1925), deutscher Autor, Schauspieler, Synchronsprecher, Hörspiel- und Theaterregisseur stirbt im Alter von 96 Jahren.
- 19. Dezember: Sepp Forcher (* 1930), österreichischer Radio- und Fernsehmoderator stirbt im Alter von 91 Jahren.
- 21. Dezember: Paul Twaroch (* 1932), österreichischer Jurist, Rundfunkmanager und Journalist stirbt im Alter von 89 Jahren.
- 28. Dezember: Gerlinde Lang (* 1978), österreichische Radiomoderatorin stirbt im Alter von 43 Jahren.